# Список эпизодов телесериала «Две девицы на мели»
Список эпизодов американского ситкома «Две девицы на мели», созданного Майклом Патриком Кингом и Уитни Каммингс для Warner Bros. Television. Сериал рассказывает о двух девушках, Макс и Кэролайн (роли которых исполняют Кэт Деннингс и Бет Берс), которые работают в кафе официантками и мечтают накопить денег, чтобы открыть магазин выпечки. В конце каждой серии показывают, сколько денег заработали девушки (общая сумма составляет 250 000 долларов).

## Обзор сезонов
| Сезон | Сезон | Эпизоды | Оригинальная дата показа | Оригинальная дата показа |
| Сезон | Сезон | Эпизоды | Премьера сезона          | Финал сезона             |
| ----- | ----- | ------- | ------------------------ | ------------------------ |
|       | 1     | 24      | 19 сентября 2011         | 7 мая 2012               |
|       | 2     | 24      | 24 сентября 2012         | 13 мая 2013              |
|       | 3     | 24      | 23 сентября 2013         | 5 мая 2014               |
|       | 4     | 22      | 27 октября 2014          | 18 мая 2015              |
|       | 5     | 22      | 15 ноября 2015           | 12 мая 2016              |
|       | 6     | 22      | 10 октября 2016          | 17 апреля 2017           |

## Список серий

### Сезон 1 (2011—2012)
| № общий | № в сезоне | Название                                                                         | Режиссёр           | Автор сценария                     | Дата премьеры    | Произв. код   | Зрители в США (млн) |
| ------- | ---------- | -------------------------------------------------------------------------------- | ------------------ | ---------------------------------- | ---------------- | ------------- | ------------------- |
| 1       | 1          | «Pilot» «Пилотный эпизод»                                                        | Джеймс Берроуз     | Майкл Патрик Кинг и Уитни Каммингс | 19 сентября 2011 | 296793        | 19,37               |
| 2       | 2          | «And the Break-up Scene» «И вот сцена разрыва»                                   | Джеймс Берроуз     | Майкл Патрик Кинг                  | 26 сентября 2011 | 2J6352        | 11,75               |
| 3       | 3          | «And Strokes of Goodwill» «И приступы доброй воли»                               | Джон Фортенберри   | Джони Марчинко                     | 3 октября 2011   | 2J6353        | 11,42               |
| 4       | 4          | «And the Rich People Problems» «И проблемы богачей»                              | Джон Фортенберри   | Мишель Нэйдер                      | 10 октября 2011  | 2J6354        | 10,71               |
| 5       | 5          | «And the '90s Horse Party» «И лошадиная вечеринка в стиле 90-х»                  | Скотт Эллис        | Сонни Ли и Патрик Уолш             | 17 октября 2011  | 2J6355        | 11,47               |
| 6       | 6          | «And the Disappearing Bed» «И исчезающая кровать»                                | Скотт Эллис        | Грег Мэйлинс                       | 24 октября 2011  | 2J6356        | 11,19               |
| 7       | 7          | «And the Pretty Problem» «И везде сложности»                                     | Скотт Эллис        | Дэвид Фини                         | 31 октября 2011  | 2J6357        | 10,97               |
| 8       | 8          | «And Hoarder Culture» «И быт барахольщика»                                       | Тед Уасс           | Лиз Фельдман                       | 7 ноября 2011    | 2J6358        | 11,43               |
| 9       | 9          | «And the Really Petty Cash» «И вот они — наличные»                               | Тед Уасс           | Морган Мёрфи                       | 14 ноября 2011   | 2J6359        | 11,77               |
| 10      | 10         | «And the Very Christmas Thanksgiving» «И очень рождественский день благодарения» | Джин Сагал         | Майкл Патрик Кинг                  | 21 ноября 2011   | 2J6360        | 11,33               |
| 11      | 11         | «And the Reality Check» «И проверка на способность участвовать в реалити-шоу»    | Фред Сэвидж        | Молли Макэлиер                     | 5 декабря 2011   | 2J6361        | 12,75               |
| 12      | 12         | «And the Pop-Up Sale» «И быстрая распродажа»                                     | Фред Сэвидж        | Мишель Нэйдер                      | 12 декабря 2011  | 2J6362        | 12,50               |
| 13      | 13         | «And the Secret Ingredient» «И тайный ингредиент»                                | Джули Энн Робинсон | Майкл Патрик Кинг                  | 2 января 2012    | 2J6363        | 12,10               |
| 14      | 14         | «And The Upstairs Neighbor» «И сосед сверху»                                     | Томас Кэйл         | Майкл Патрик Кинг                  | 16 января 2012   | 2J6364        | 11,40               |
| 15      | 15         | «And The Blind Spot» «И «мёртвая зона»»                                          | Тед Уасс           | Мишель Нэйдер                      | 6 февраля 2012   | 2J6365        | 11,47               |
| 16      | 16         | «And The Broken Hearts» «И разбитые сердца»                                      | Тед Уэсс           | Дэвид Фини                         | 13 февраля 2012  | 2J6366        | 10,48               |
| 17      | 17         | «And The Kosher Cupcakes» «И кошерные кексы»                                     | Скотт Эллис        | Лиз Фельдман                       | 20 февраля 2012  | 2J6367        | 11,37               |
| 18      | 18         | «And The One-Night Stands» «И романы на одну ночь»                               | Скотт Эллис        | Сонни Ли и Патрик Уолш             | 27 февраля 2012  | 2J6368        | 10,18               |
| 19      | 19         | «And The Spring Break» «И весенний перерыв»                                      | Скотт Эллис        | Морган Мёрфи                       | 19 марта 2012    | 2J6369        | 9,38                |
| 20      | 20         | «And the Drug Money» «И наркоденьги»                                             | Тед Уэсс           | Грег Малинс                        | 9 апреля         | 2J6370        | 8,78                |
| 21      | 21         | «And the Messy Purse Smackdown» «И грязный налоговый кошелек»                    | Тед Уэсс           | Молли Макалир                      | 16 апреля 2012   | 2J6371        | 8,52                |
| 22      | 22         | «And the Big Buttercream Breakthrough» «И большой масляный прорыв»               | Тед Уэсс           | Мишель Нэйдер                      | 30 апреля 2012   | 2J6372        | 9,24                |
| 2324    | 2324       | «And Martha Stewart Have a Ball» «И бал Марты Стюарт»                            | Тед Уэсс           | Майкл Патрик Кинг                  | 7 мая 2012       | 2J6373 2J6374 | 8,99                |

### Сезон 2 (2012—2013)
| № общий | № в сезоне | Название                                                          | Режиссёр        | Автор сценария                 | Дата премьеры    | Произв. код | Зрители в США (млн) |
| --- | ---------- | ----------------------------------------------------------------- | --------------- | ------------------------------ | ---------------- | ----------- | ------------------- |
| 25 | 1          | «And the Hidden Stash» «И спрятанные деньги»                      | Фред Сэвидж     | Мишель Нэйдер                  | 24 сентября 2012 | 2J6703      | 10,14               |
| Кэролайн идёт с Макс на встречу с отцом. Он просит Макс пойти на аукцион, в котором ему крайне важно выкупить одну очень важную для него вещь. Девушкам показалось, что внутри этой вещи спрятаны большие деньги, но действительно ли это так? В копилке: $727.00 |            |                                                                   |                 |                                |                  |             |                     |
| 26 | 2          | «And the Pearl Necklace» «И жемчужное ожерелье»                   | Фред Сэвидж     | Майкл Патрик Кинг              | 1 октября 2012   | 2J6701      | 9,22                |
| Макс обижена на Марту Стюарт за то, что она им не позвонила. Поэтому она отправляется на встречу сама. В то же время Кэролайн сильно огорчена тем, что случилось с её ожерельем. В копилке: $877.00 |            |                                                                   |                 |                                |                  |             |                     |
| 27 | 3          | «And the Hold-Up» «И вооружённое ограбление»                      | Фред Сэвидж     | Джони Марчинко                 | 8 октября 2012   | 2J6702      | 9,42                |
| На кафе напал грабитель и потребовал все деньги. В ответ на это ему стали подыгрывать все работники, за исключением Хана ли, у которого на этот счет имелось особое мнение. В копилке: $995.00 |            |                                                                   |                 |                                |                  |             |                     |
| 28 | 4          | «And the Cupcake War» «И война кексов»                            | Фред Сэвидж     | Молли Макэлер                  | 15 октября 2012  | 2J6704      | 9,30                |
| Кэролайн хочет участвовать в «Кулинарной битве», это шанс выиграть хорошие деньги. С другой стороны, Софи предложила им работу, которая тоже позволит им заработать. В копилке: $1,028.00 |            |                                                                   |                 |                                |                  |             |                     |
| 29 | 5          | «And The Pre-Approved Credit Card» «И одобренная кредитная карта» | Томас Кэйл      | Сонни Ли и Патрик Уолш         | 5 ноября 2012    | 2J6706      | 9,01                |
| Кэролайн и Макс получают одобренную кредитную карту. В то же время, сын Эрла, Дариус, приезжает из Детройта, чтобы показать своё новое комедийное шоу. Макс и Кэролайн пытаются ему помочь. В копилке: $1,128.00 |            |                                                                   |                 |                                |                  |             |                     |
| 30 | 6          | «And The Candy Manwich» «И конфетный парень»                      | Фред Сэвидж     | Лиз Фельдман                   | 12 ноября 2012   | 2J6705      | 8,94                |
| Макс и Кэролайн случайно встречают в торговом центре милого парня Энди, владельца конфетного магазина. А в это время Хан и Софи делят своё место в кафе. В копилке: $1,128.00 |            |                                                                   |                 |                                |                  |             |                     |
| 31 | 7          | «And the Three Boys with Wood» «И три парня со стояком»           | Томас Кайл      | Морган Мерфи                   | 19 ноября 2012   | 2J6707      | 9,74                |
| Девочки нанимают двух молодых амишей для постройки стойла для лошади. В это время Энди узнаёт много интересного о Кэролайн. В копилке: $1,328.00 |            |                                                                   |                 |                                |                  |             |                     |
| 32 | 8          | «And the Egg Special» «И особое яйцо»                             | Томас Кэйл      | Трейси Пауст и Джон Киннэлли   | 26 ноября 2012   | 2J6708      | 11,74               |
| Кэролайн и Макс нашли рекламу своего бизнеса в журнале Марты Стюарт. В то же время в магазине напротив Энди произошло убийство, что натолкнуло Кэролайн на очень интересную идею. Проблема в том, что на всё это нужны немалые деньги. В копилке: $21,328.00 |            |                                                                   |                 |                                |                  |             |                     |
| 33 | 9          | «And the New Boss» «И новый босс»                                 | Фред Сэвидж     | Молли Макэлир                  | 3 декабря 2012   | 2J6709      | 10,17               |
| Кэролайн пытается убедить нанять стажера в их бизнес. Кэролайн кажется, что новичок совершенно бездарна, но у Макс есть своё мнение. В копилке: $7,328.00 |            |                                                                   |                 |                                |                  |             |                     |
| 34 | 10         | «And the Big Opening» «И большое открытие»                        | Лонни Прайс     | Майкл Патрик Кинг              | 10 декабря 2012  | 2J6710      | 11,04               |
| Кэролайн обрадована вечеринкой в честь открытия магазина. Софи полагает, что вечеринка организована в честь окончания строительства её дома. Джонни решает вновь встречаться с Макс, а Энди продолжает свои отношения с Кэролайн. В копилке: $5,328.00 |            |                                                                   |                 |                                |                  |             |                     |
| 35 | 11         | «And the Silent Partner» «И безмолвный партнёр»                   | Дон Скардино    | Трейси Пауст и Джон Киннэлли   | 10 декабря 2012  | 2J6711      | 10,78               |
| Софи в депрессии – её обманули. Кэролайн и Макс предлагают ей стать партнером в их магазине. Это значительно поднимает ей настроение. Энди испытывает проблемы в признании Кэролайн. А сама Кэролайн в замешательстве. В копилке: $3,328.00 |            |                                                                   |                 |                                |                  |             |                     |
| 36 | 12         | «And the High Holidays» «И Высокие Праздники»                     | Дон Скардино    | Молли Макэлир                  | 17 декабря 2012  | 2J6712      | 10,22               |
| Девушкам нужно заплатить аренду, а для этого подойдут любые способы продажи. Некоторые из них не очень нравятся Кэролайн, но в сложившейся ситуации есть и приятная сторона – приближаются праздники. В копилке: $100.00 |            |                                                                   |                 |                                |                  |             |                     |
| 37 | 13         | «And the Bear Truth» «И правда о медведях»                        | Скотт Эллис     | Лиз Фелдман                    | 14 января 2013   | 2J6714      | 12,45               |
| Девушки выиграли отдых в пригороде. Кэролайн предлагает Энди поехать вместе с ними. Макс знакомится с двумя соседями по загородному домику, что приводит к череде откровений. В копилке: $900.00 |            |                                                                   |                 |                                |                  |             |                     |
| 38 | 14         | «And Too Little Sleep» «И слишком мало сна»                       | Скотт Эллис     | Джони Марчинко и Мишель Нэйдер | 21 января 2013   | 2J6713      | 11,56               |
| Весь персонал столовой работает всю ночь, чтобы помочь Макс и Кэролайн закончить большой заказ на кексы. Когда Кэролайн узнаёт, что Макс и Энди продолжают их дружеские переписки друг с другом, это вызывает разногласия между девушками. В копилке: $4,900.00 |            |                                                                   |                 |                                |                  |             |                     |
| 39 | 15         | «And the Psychic Shakedown» «И психическое расстройство»          | Кен Уиттингем   | Майкл Патрик Кинг              | 4 февраля 2013   | 2J6715      | 11,36               |
| Кэролайн посещает экстрасенса, чтобы узнать о её романтическом будущем, потом она узнаёт, что Энди закрыл свой магазин после их разрыва. В копилке: $4,800.00 |            |                                                                   |                 |                                |                  |             |                     |
| 40 | 16         | «And Just Plane Magic» «И просто магический самолет»              | Кен Уиттингем   | Молли Макэлиер                 | 11 февраля 2013  | 2J6716      | 10,90               |
| Случайная встреча поздней ночью после работы предоставляет Макс и Кэролайн поездку на Грэмми на частном самолете с 2 Chainz. В копилке: $4,800.00 |            |                                                                   |                 |                                |                  |             |                     |
| 41 | 17         | «And the Broken Hip» «И сломанное бедро»                          | Кен Уиттингем   | Чарльз Бротмиллер              | 18 февраля 2013  | 2J6717      | 10,25               |
| Идея Макс переименовать магазинные кексы в имена знаменитостей 90-х приносит большое количество клиентов-хипстеров. После того, как девушки стараются убрать уличного артиста возле входа в магазин, артист поскальзывается на кексе и подает в суд на магазин за ущерб, нанесённый его марионетке. Не имея страховки, девушки прибегают к странным методам, чтобы прийти к соглашению с артистом. В копилке: $3,800.00 |            |                                                                   |                 |                                |                  |             |                     |
| 42 | 18         | «And Not-So-Sweet Charity» «И не такая уж милая Черити»           | Фред Сэвидж     | Морган Мерфи                   | 25 февраля 2013  | 2J6718      | 10,41               |
| Грозит выселение, Макс и Кэролайн обращаются к богатой, но чёрствой тете Кэролайн Черити за деньгами для того, чтобы спасти магазин кексов. Однако семейные проблемы мешают этому. В копилке: $1.00 |            |                                                                   |                 |                                |                  |             |                     |
| 43 | 19         | «And the Temporary Distraction» «И временное отвлечение»          | Фред Сэвидж     | Сонни Ли и Патрик Уолш         | 18 марта 2013    | 2J6719      | 8,56                |
| По-прежнему нуждаясь в денежных средствах для оплаты аренды, Макс говорит Кэролайн взятся за временную работу в соседнем офисе. Положение скоро приводит к возможности постоянной работы для Кэролайн, но Макс ещё не отказались от кексового бизнеса. В копилке: $5.00 |            |                                                                   |                 |                                |                  |             |                     |
| 44 | 20         | «And the Big Hole» «И большая дыра»                               | Фред Сэвидж     | Лиз Фельдман                   | 25 марта 2013    | 2J6720      | 8,76                |
| После того, как Хан уволил Кэролайн с унизительной работы в кафе, она берётся за косметический ремонт квартиры Олега, чтобы он казался более хорошим для Софи. Но ни Олег, ни Софи не впечатлены работой Кэролайн. Макс разработала план, чтобы помирить Хана и Кэролайн. В копилке: $205.00 |            |                                                                   |                 |                                |                  |             |                     |
| 45 | 21         | «And the Worst Selfie Ever» «И наихудший автопортрет когда-либо»  | Фил Льюис       | Лаура Китлингер                | 15 апреля 2013   | 2J6721      | 7,54                |
| После секса на одну ночь с Энди, Кэролайн считает, что она заразилась венерическим заболеванием. Между тем, Хан пытается встретиться с женщинами с помощью сайта знакомств. В копилке: $205.00 |            |                                                                   |                 |                                |                  |             |                     |
| 46 | 22         | «And the Extra Work» «И дополнительная работа»                    | Майкл Макдоналд | Джон Кинали и Трейси Поуст     | 29 апреля 2013   | 2J6722      | 7,85                |
| Когда Закон и порядок: Специальный корпус снимает сцены в закусочной, Макс и Кэролайн предлагаются дополнительные роли. Однако Кэролайн быстро получает более значительную роль, с определенными условиями. Между тем, Хан пытается компенсировать «битые» предметы в закусочной за счет съемочной группы, а Софи пробует пробиться в шоу-бизнес. В копилке: $1,205.00                                                  |            |                                                                   |                 |                                |                  |             |                     |
| 47 | 23         | «And the Tip Slip» «И кончик скольжения»                          | Лонни Прайс     | Мишель Нэйдер                  | 6 мая 2013       | 2J6723      | 7,97                |
| Когда женщина заявляет, что имела отношения с Мартином Ченнингом и собирается написать книгу откровений о нём, Кэролайн и Макс принимают решительные меры, чтобы попытаться заставить женщину договориться. В копилке: $940.00 |            |                                                                   |                 |                                |                  |             |                     |
| 48 | 24         | «And the Window of Opportunity» «И окно возможностей»             | Лонни Прайс     | Майкл Патрик Кинг              | 13 мая 2013      | 2J6724      | 8,94                |
| Когда Макс и Кэролайн предлагают убраться в ранее скрытой части столовой, они обнаруживают то, что может возобновить их кексовый бизнес. В копилке: $1,540.00 |            |                                                                   |                 |                                |                  |             |                     |

### Сезон 3 (2013—2014)
| № общий | № в сезоне | Название                                                        | Режиссёр     | Автор сценария               | Дата премьеры    | Зрители в США (млн) |
| --- | ---------- | --------------------------------------------------------------- | ------------ | ---------------------------- | ---------------- | ------------------- |
| 49 | 1          | «And the Soft Opening» «И мягкое открытие»                      | Дон Скардино | Майкл Патрик Кинг            | 23 сентября 2013 | 8,88                |
| Ночью Кэролайн и Макс вновь открывают магазин кексов в задней комнате закусочной, легендарная британская рок-звезда умирает перед магазином, в результате чего их непредвиденные поклонники собираются там следующей ночью. Тем не менее, он также приносит конфликт с Ханом. В копилке: $725.00 |            |                                                                 |              |                              |                  |                     |
| 50 | 2          | «And the Kickstarter» «И Кикстартер»                            | Дон Скардино | Мишель Нэйдер                | 30 сентября 2013 | 7,72                |
| Увидев двух клиентов успешно финансированых невероятным венчурным бизнесом через Kickstarter, Кэролайн решает использовать его, чтобы собрать деньги на новую одежду. Напряженность вокруг нового телефона Макса приводит к ссоре между ними. В копилке: $1,010.00 |            |                                                                 |              |                              |                  |                     |
| 51 | 3          | «And the Kitty Kitty Spank Spank» «И котенок котенок шлеп шлеп» | Дон Скардино | Джони Марчинко               | 7 октября 2013   | 7,26                |
| Макс и Кэролайн временно взяли бездомную кошку, только чтобы узнать после того, как они отпустили её, что её ищут. В копилке: $1,310.00 |            |                                                                 |              |                              |                  |                     |
| 52 | 4          | «And the Group Head» «И руководитель группы»                    | Дон Скардино | Лиз Фельдман                 | 14 октября 2013  | 7,99                |
| Макс и Кэролайн получили машину для изготовления капучино для их бизнеса, но их неспособность работать с ней приводит их на работу в Starbucks. В копилке: $1,512.00 |            |                                                                 |              |                              |                  |                     |
| 53 | 5          | «And the Cronuts» «И крупышки»                                  | Дон Скардино | Сонни Ли и Патрик Уолш       | 21 октября 2013  | 7,36                |
| Видя успех крупишек, и, опасаясь, что они могут вытеснить кексы своей популярностью, Макс и Кэролайн пытаются добавить их в свою продуктовую линию кексового магазина. В копилке: $2,012.00 |            |                                                                 |              |                              |                  |                     |
| 54 | 6          | «And the Piece of Sheet» «И часть листа»                        | Дон Скардино | Лиз Астроф                   | 28 октября 2013  | 7,71                |
| У девушек внезапно появляются лишние деньги, Кэролайн покупает Макс подарок - новые простыни. В результате Макс очень недовольна этим, и она рассказывает подруге о том, какие воспоминания у неё связаны со старым постельным бельем. В копилке: $2,162.00 |            |                                                                 |              |                              |                  |                     |
| 55 | 7          | «And the Girlfriend Experience» «И опыт подруги»                | Дон Скардино | Морган Мерфи                 | 4 ноября 2013    | 8,12                |
| Хан переписывается со своей матерью и посылает ей фотографию проститутки, говоря, что она его девушка. Мать должна прибыть из Кореи, Хан платит Макс и Кэролайн, чтобы нашли девушку и убедили её, чтобы она выдала себя за его подругу. В копилке: $2,280.00 |            |                                                                 |              |                              |                  |                     |
| 56 | 8          | «And the 'It' Hole» «И "это" дыра»                              | Дон Скардино | Уитни Каммингс               | 11 ноября 2013   | 8,23                |
| Кэролайн беспокоится о свидании с парнем серфером, но она приходит в замешательство, когда её продинамили в первый раз. Даже после этого, Кэролайн и Макс отправляются в эксклюзивный ресторан благодаря брони Кэролайн. В копилке: $ 2,420.00 |            |                                                                 |              |                              |                  |                     |
| 57 | 9          | «And the Pastry Porn» «И кондитерское порно»                    | Дон Скардино | Чарльз Бротмиллер            | 18 ноября 2013   | 7,92                |
| Макс решает обратиться в Manhattan School и печет пирог для её вступительного экзамена. В копилке: $ 2.50 |            |                                                                 |              |                              |                  |                     |
| 58 | 10         | «And the First Day of School» «И первый день в школе»           | Дон Скардино | Майкл Патрик Кинг            | 25 ноября 2013   | 7,82                |
| Макс пытается произвести хорошее впечатление в её первый день в кондитерской школе, но находит клоуна класса, что очень отвлекает - и интригует. Между тем, Кэролайн одевается, чтобы произвести впечатление на красивого учителя Макс, Nicolas. В копилке: $ 114.50 |            |                                                                 |              |                              |                  |                     |
| 59 | 11         | «And the Life After Death» «И жизнь после смерти»               | Дон Скардино | Молли Макалер                | 2 декабря 2013   | 8,48                |
| Кэролайн выясняет, что её бывшая няня Антония умерла, и они с Макс отправляются на похороны. В копилке: $ 77.00 |            |                                                                 |              |                              |                  |                     |
| 60 | 12         | «And the French Kiss» «И французский поцелуй»                   | Дон Скардино | Мишель Нейдер                | 16 декабря 2013  | 7,59                |
| Пока Макс и Дик решают что им приготовить в качестве домашнего задания в школе кондитеров, Кэролайн флиртует с их учителем. Она приглашает Николя посидеть с друзьями и ей с трудом удается сдержать не только его напор, но и свои собственные желания. Дик узнает, что Николя женат и просит Макс не говорить Кэролайн пока он не сдаст зачет. Но все тайное становится явным и Кэролайн решает не продолжать отношения с любвеобильным французом. В копилке: $ 220.00         |            |                                                                 |              |                              |                  |                     |
| 61 | 13         | «And the Big But» «И большое «Но»»                              | Дон Скардино | Лиз Фельдман                 | 13 января 2014   | 8,95                |
| Кэролайн отчаянно сопротивляется своим желаниям. В это время Макс и Дик готовятся к зачету на знание французских кондитерских терминов. Макс предлагает Дику замутить с одноклассницей, знающей французский язык, но понимает, что сама не равнодушна к Дику. В копилке: $ 252.75 |            |                                                                 |              |                              |                  |                     |
| 62 | 14         | «And the Dumpster Sex» «И секс-корзина»                         | Дон Скардино | Лиз Астроф                   | 20 января 2014   | 9,03                |
| Подозрительная машина, припаркованная перед магазином кексов, мешает торговле. После неудачной попытки решить вопрос мирно Кэролайн вызвала эвакуатор, но теперь она опасается мести водителя и его брата, которые возможно являются членами банды. Дик приводит Макс к себе. Дом Дика - мусорный контейнер и это приводит Макс в восторг, но она боится отношений с Диком и начинает избегать его. В копилке: $ 410.00                                                          |            |                                                                 |              |                              |                  |                     |
| 63 | 15         | «And The Icing On The Cake» «И глазурь на торте»                | Фил Льюис    | Сонни Ли и Патрик Уолш       | 27 января 2014   | 10,05               |
| Дик перевез свой дом-контейнер и Макс теперь любую минуту проводит с ним, а после победы в конкурсе по украшению тортов они признаются друг другу в любви, что несколько необычно для Макс. Но Кэролайн не считает, что это серьезно ведь Дик живет на помойке. Дик устраивает вечеринку в своем «доме» и Кэролайн начинает подозревать, что он не так прост. В копилке: $ 560.00                                                                                                |            |                                                                 |              |                              |                  |                     |
| 64 | 16         | «And the ATM» «И терминал»                                      | Фил Льюис    | Чарльз Бротмиллер            | 3 февраля 2014   | 9,22                |
| Хань установил в кафе банкомат. Макс обижается на Дика за то, что тот не сказал ей о состоянии своей семьи. Он переводит на её счет миллион долларов чтобы она почувствовала что значит быть богатой. В копилке: $ 560.00 (на секунду $1,000,560.00) |            |                                                                 |              |                              |                  |                     |
| 65 | 17         | «And the Married Man Sleepover» «И ночь с женатым мужчиной»     | Фил Льюис    | Уитни Каммингс               | 24 февраля 2014  | 7,96                |
| Николя приглашает Кэролайн к себе на ужин и говорит, что его жена разрешила им переспать. Кэролайн приходит вместе с Макс и Диком "всего на минутку". Однако все заканчивается тем, что вся компания ночует в доме у Николя на довольно странных условиях. В копилке: $ 840.00 |            |                                                                 |              |                              |                  |                     |
| 66 | 18         | «And the Near Death Experience» «И опыт близкой смерти»         | Фил Льюис    | Лиз Фельдман                 | 3 марта 2014     | 8,44                |
| Чтобы привлечь Кэролайн Николя говорит ей, что разводится с женой. Но она не намерена стать разрушительницей браков и приходит в месте с Макс домой к Николя, чтобы сообщить ему об этом. В этот момент приезжает жена и девушкам приходится рискнуть жизнями, чтобы спасти брак Николя. В копилке: $824.00 |            |                                                                 |              |                              |                  |                     |
| 67 | 19         | «And the Kilt Trip» «И путешествие в килте»                     | Фил Льюис    | Молли МакАлир и Морган Мерфи | 17 марта 2014    | 7,21                |
| Весь Нью Йорк окрашен в зеленый цвет в честь Дня святого Патрика. Закончив работу Макс, Кэролайн, Олег и Хань в костюме лепрекона отправляются развлекаться. Кэролайн с грустью вспоминает, как она отмечала этот праздник когда была богата. В копилке: $1,150.00 |            |                                                                 |              |                              |                  |                     |
| 68 | 20         | «And the Not Broke Parents» «И не разведённые родители»         | Фил Льюис    | Майкл Патрик Кинг            | 24 марта 2014    | 7,40                |
| Школу кондитеров закрывают. Во время ужина с родителями Дика Кэролайн обвиняют в грехах отца, но Макс заступается за неё и это приводит к ссоре за столом. В ответ на родительский ультиматум Дик решает остаться с Макс, но ей не нравится это решение. В копилке: $2,850.00 |            |                                                                 |              |                              |                  |                     |
| 69 | 21         | «And the Wedding Cake Cake Cake» «И свадебный торт торт торт»   | Джин Сагал   | Мишель Нейдер и Лиз Астроф   | 14 апреля 2014   | 7,22                |
| Невеста по имени Клэр заказывает у девушек свадебный торт. Макс вне себя от злости ведь Клэр меняет свои желания каждую секунду. С трудом привезя торт на свадьбу, девушки узнают, что не получат своих денег пока невеста не пройдет к алтарю, но та в последнюю секунду отказывается. Чтобы получить свой чек Макс надевает свадебное платье... В копилке: $2,650.00 |            |                                                                 |              |                              |                  |                     |
| 70 | 22         | «And the New Lease on Life» «И новая жизнь»                     | Фил Льюис    | Сонни Ли и Патрик Уолш       | 21 апреля 2014   | 7,10                |
| В квартире Макс и Кэролайн раздается звонок городского телефона - верный признак, что звонит арендодатель. Макс отыскивает среди бумаг договор с настоящим квартиросъемщиком и девушки едут в дом престарелых, чтобы попросить его о помощи. В итоге аренду продляют, но дедуля оказывается не так прост и требует свести его с Софи, иначе он не вернется обратно. Попытки уговорить Софи провалились и девушки решают, кто из них принесет в жертву себя. В копилке: $2,614.00 |            |                                                                 |              |                              |                  |                     |
| 71 | 23         | «And the Free Money» «И лишние деньги»                          | Фил Льюис    | Чарльз Бротмиллер            | 28 апреля 2014   | 7,76                |
| Новый бойфренд Софи — брокер на скачках дает Макс и Кэролайн большую сумму в качестве чаевых и приглашает их в вип ложу на ипподроме. Девушки ставят свои деньги и утраивают сумму, но вместо того, чтобы остановиться Кэролайн в азарте проигрывает все и еще остается должна. И теперь брокер хочет забрать её коня. В копилке: $2,814.00 |            |                                                                 |              |                              |                  |                     |
| 72 | 24         | «And the First Degree» «И первая степень»                       | Фил Льюис    | Морган Мерфи                 | 5 мая 2014       | 6,49                |
| Кэролайн узнает, что Макс не хватило всего одного экзамена для получения школьного аттестата. Девушки едут в родной город Макс, чтобы сдать историю Америки и остаются на выпускной. Макс звонит матери и приглашает её на церемонию вручения дипломов, но та не приходит. Однако друзья не дают Макс грустить и всей толпой вламываются в зал чтобы поддержать её. В копилке: $2,572.00                                                                                         |            |                                                                 |              |                              |                  |                     |

### Сезон 4 (2014—2015)
| № общий | № в сезоне | Название                                        | Режиссёр                | Автор сценария                   | Дата премьеры   | Произв. код | Зрители в США (млн) |
| --- | ---------- | ----------------------------------------------- | ----------------------- | -------------------------------- | --------------- | ----------- | ------------------- |
| 73 | 1          | «And the Reality Problem» «И реальные проблемы» | Дон Скардино            | Майкл Патрик Кинг                | 27 октября 2014 | 2J6901      | 8,43                |
| Продюсер шоу «Семейство Кардашян» просит у Макс и Кэролайн разрешения на съемку нескольких сцен рядом с их магазином. Кэролайн считает, что это полезно для бизнеса и уговаривает Макс посмотреть это шоу. Однако съемки отменяют и разгневанная Макс забрасывает кексами дом Ким Кардашян, что приводит к негативной публикации в твиттере последней. Однако поток покупателей не иссяк, и в итоге последний кекс покупает сама Ким. В копилке: $ 1,950.00               |            |                                                 |                         |                                  |                 |             |                     |
| 74 | 2          | «And the DJ Face»                               | Дон Скардино            | Лиз Астроф                       | 3 ноября 2014   | 2J6902      | 7,97                |
| Парень с которым у Макс отношения без обязательств — DJ, но она решительно не хочет ничего о нём знать. Кэролайн считает, что это не правильно и уговаривает Макс прийти к нему в клуб. К изумлению девушек «клубом» оказывается магазин органических продуктов. Пока Макс развлекается Кэролайн встречается лицом к лицу со своим врагом — бывшей однокурсницей. Кэролайн стесняется своей работы, но оказывается, что у той девушки всё ещё хуже. В копилке: $ 2,300.00 |            |                                                 |                         |                                  |                 |             |                     |
| 75 | 3          | «And the Childhood Not Included»                | Дон Скардино            | Мишель Нейдер                    | 10 ноября 2014  | 2J6903      | 7,55                |
| У Ханя появился аквариум с дорогой рыбкой, а Макс получила от матери посылку с мишкой из её детства. Избалованный малолетний посетитель кафе требует продать ему медведя как раритет из 90-х стоимостью 500 долларов. После того как Кэролайн случайно убивает самую дорогую рыбку в аквариуме Ханя Макс соглашается продать игрушку. Однако Кэролайн, желая сохранить единственную память подруги о детстве, находит другой способ найти деньги. В копилке: $ 2,285.00   |            |                                                 |                         |                                  |                 |             |                     |
| 76 | 4          | «And the Old Bike Yarn»                         | Дон Скардино            | Патрик Уолш                      | 17 ноября 2014  | 2J6904      | 7,90                |
| У Кэролайн возникла безумная идея по организации доставки кексов. Но Макс не умеет ездить на велосипеде. Параллельно Олег и Софи решают свои интимные проблемы. В копилке: $ 2,735.00 |            |                                                 |                         |                                  |                 |             |                     |
| 77 | 5          | «And the Brand Job»                             | Дон Скардино            | Морган Мерфи                     | 24 ноября 2014  | 2J6901      | 6,85                |
| Кэролайн обманом заманивает Макс на семинар по продвижению бизнеса. В качестве домашнего задания им нужно представить свою концепцию и видение бизнеса, но они ссорятся в процессе обсуждения и решают представлять свои индивидуальные проекты. В копилке: $ 1,695.00 |            |                                                 |                         |                                  |                 |             |                     |
| 78 | 6          | «And the Model Apartment»                       | Дон Скардино            | Линда Видетти Фигередо           | 8 декабря 2014  | 2J6906      | 7,72                |
| Кэролайн и Макс решают сдать свою квартиру через сайт. Их клиентками оказываются пятеро супермоделей. Восторг от соседства с моделями сменяется злостью за то, что девушек не пустили на вечеринку в их же собственной квартире да еще и просят заняться прочисткой туалета. В копилке: $ 3,195.00 |            |                                                 |                         |                                  |                 |             |                     |
| 79 | 7          | «And a Loan for Christmas»                      | Дон Скардино            | Чарльз Бруттмиллер               | 15 декабря 2014 | 2J6907      | 7,81                |
| Макс пытается придумать что дарить на рождество своим друзьям. Кэролайн хочет взять кредит на развитие бизнеса, но Макс отказывается и чтобы переубедить её Кэролайн хочет продать их фирменные футболки через дорогой бутик. Софи готова пойти на все, чтобы выиграть конкурс рождественских украшений. Успех от продажи маек убеждает Макс согласиться на кредит. В копилке: $ 3,945.00                                                                                 |            |                                                 |                         |                                  |                 |             |                     |
| 80 | 8          | «And the Fun Factor»                            | Дон Скардино            | Майкл Роу                        | 5 января 2015   | 2J6908      | 9,08                |
| Девушки решают использовать кредит на производство фирменных футболок. Поиск подходящей фабрики приводит их на одну из них. Кэролайн в восторге, но поведение сотрудников кажется Макс странным. После того, как девушки обнаруживают в одной из футболок записку с просьбой о помощи, они решают провести расследование и сталкиваются с неожиданными препятствиями. В копилке: $ 13,945.00                                                                              |            |                                                 |                         |                                  |                 |             |                     |
| 81 | 9          | «And the Past and the Furious»                  | Дон Скардино            | Мишель Нэйдер и Лиз Астроф       | 19 января 2015  | 2J6909      | 8,86                |
| Кэролайн получает неожиданный подарок от отца — шикарную машину, заказанную еще во времена, когда она была богатой. Но радость от подарка длится недолго: машину должны конфисковать и поэтому она должна остаться без повреждений. Кэролайн снова вспоминает о своем прошлом и Макс решает сделать ей сюрприз и отвозит её в Хэмптонс. В копилке: $ 13,545.00 |            |                                                 |                         |                                  |                 |             |                     |
| 82 | 10         | «And the Move-In Meltdown»                      | Дон Скардино            | Патрик Уолш                      | 2 февраля 2015  | 2J6910      | 9,31                |
| Олег переезжает к Софи, но она категорически отказывается размещать в своей квартире его вещи. Особенно картину с изображением Путина. Кэролайн считает, что Олег должен отстаивать свои интересы в результате чего за праздничным ужином разразился скандал. В копилке: $ 13,395.00 |            |                                                 |                         |                                  |                 |             |                     |
| 83 | 11         | «And the Crime Ring»                            | Дон Скардино            | Морган Мёрфи                     | 9 февраля 2015  | 2J6911      | 9,13                |
| Кэролайн знакомится с парнем в баре и проводит у него ночь. К сожалению, она оставила в его квартире свои серьги, и девушки решают проникнуть в его квартиру чтобы забрать их. Не все пошло гладко и Макс приходится согласиться стать подружкой невесты на свадьбе Софи чтобы та внесла за них залог. В копилке: $ 3,395.00 |            |                                                 |                         |                                  |                 |             |                     |
| 84 | 12         | «And the Knock Off Knock Out»                   | Дон Скардино            | Морган Мёрфи                     | 16 февраля 2015 | 2J6912      | 8,74                |
| Софи готовится к свадьбе. Макс и Кэролайн столкнулись с плагиаторами дизайна их футболок — парочкой богатеньких школьниц. В копилке: $ 3,675.00 |            |                                                 |                         |                                  |                 |             |                     |
| 85 | 13         | «And the Great Unwashed»                        | Дон Скардино            | Лаура Китлингер                  | 23 февраля 2015 | 2J6913      | 8,47                |
| у Кэролайн появилась постоянная покупательница — профессиональный фотограф. Женщина готовится к выставке своих работ, посвященных самым злачным местам Нью Йорка и их обитателям. На выставке Макс и Кэролайн находят и свои портреты. В копилке: $ 2,675.00 |            |                                                 |                         |                                  |                 |             |                     |
| 86 | 14         | «And the Cupcake Captives»                      | Дон Скардино            | Чарльз Бротмиллер                | 9 марта 2015    | 2J6914      | 8,25                |
| В разгар подготовки к девичнику Софи в квартиру девушек приходит агент ФБР с намерением срочно всех эвакуировать. Оказывается один из жильцов дома держал в плену трёх женщин. Всё могло бы закончиться благополучно, если бы не фирменная футболка с рекламой кексов Макс, в которую был одет подозреваемый в момент ареста. В копилке: $ 1,475.00 |            |                                                 |                         |                                  |                 |             |                     |
| 87 | 15         | «And the Fat Cat»                               | Фред Сэвидж             | Мишель Нэйдер и Лиз Астроф       | 23 марта 2015   | 2J6915      | 7,26                |
| У Макс пропала кошка Нэнси. Нашедший её специалист по инвестициям забрасывает Кэролайн комплиментами и она не только не прочь сблизиться с ним, но и использовать его знания для бизнеса. Однако выясняется что его кот является отцом котят Нэнси и Макс намерена призвать хозяина к ответу. В копилке: $ 975.00 |            |                                                 |                         |                                  |                 |             |                     |
| 88 | 16         | «And the Zero Tolerance»                        | Фред Сэвидж             | Майкл Патрик Кинг                | 30 марта 2015   | 2J6916      | 7,13                |
| На счету макс и Кэролайн отрицательный баланс и теперь им нечем выплачивать кредит. Бывший одноклассник Макс по кулинарной школе приглашает её поработать кондитером в новый ресторан. Кэролайн достается роль официантки. Суматоху вносят Эрл, Хань и Олег с Софи, явившиеся на новое место работы девушек в качестве группы поддержки. В копилке: $ -14.00 |            |                                                 |                         |                                  |                 |             |                     |
| 89 | 17         | «And the High Hook-Up»                          | Фред Сэвидж             | Мишель Нейдер и Лиз Астроф       | 13 апреля 2015  | 2J6917      | 7,07                |
| В кондитерской новый официант и Макс просто сходит по нему с ума. Однако новый босс девушек категорически против отношений между сотрудниками. Но разве Макс когда-нибудь это останавливало? В копилке: $ 286.00 |            |                                                 |                         |                                  |                 |             |                     |
| 90 | 18         | «And the Taste Test»                            | Джим Роуз и Фред Сэвидж | Чарльз Бротмиллер и Джастин Сайр | 20 апреля 2015  | 2J6918      | 7,53                |
| Кэролайн становится второй подружкой невесты. Девушки идут в магазин, где пытаются избавиться от платьев, что выбрала им Софи. В копилке: $ 711.00 |            |                                                 |                         |                                  |                 |             |                     |
| 91 | 19         | «And the Look of the Irish»                     | Фред Сэвидж             | Патрик Уолш и Карен Килгаррифф   | 27 апреля 2015  | 2J6919      | 6,57                |
| Макс и Кэролайн пробуют устроить Нэша на работу фотомодели. Из-за польских традиций, Софи решила воздерживаться до свадьбы. В копилке: $ 1,211.00 |            |                                                 |                         |                                  |                 |             |                     |
| 92 | 20         | «And the Minor Problem»                         | Фред Сэвидж             | Лиз Астроф                       | 4 мая 2015      | 2J6920      | 6,43                |
| В город приезжает мама Нэша и запрещает ему общаться с Макс и работать фотомоделью, так как он слишком молод. В копилке: $ 2,261.00 |            |                                                 |                         |                                  |                 |             |                     |
| 93 | 21         | «And the Grate Expectations»                    | Фред Сэвидж             | Мишель Нейдер                    | 11 мая 2015     | 2J6921      | 6,96                |
| В копилке: $ 3,261.00 |            |                                                 |                         |                                  |                 |             |                     |
| 94 | 22         | «And the Disappointing Unit»                    | Майкл Патрик Кинг       | Майкл Патрик Кинг                | 18 мая 2015     | 2J6922      | 7,56                |
| В копилке: $ 89.00 |            |                                                 |                         |                                  |                 |             |                     |

### Сезон 5 (2015—2016)
| № общий | № в сезоне | Название                                                | Режиссёр          | Автор сценария             | Дата премьеры   | Произв. код | Зрители в США (млн) |
| --- | ---------- | ------------------------------------------------------- | ----------------- | -------------------------- | --------------- | ----------- | ------------------- |
| 95 | 1          | «And the Wrecking Ball»                                 | Майкл Патрик Кинг | Майкл Патрик Кинг          | 12 ноября 2015  | 3J5051      | 6,34                |
| Макс и Кэролайн начинают борьбу против сноса закусочной и своего кексового окна, на месте которых хотят построить театр IMAX. Софи скупает тесты на беременность. В копилке: $164.00 |            |                                                         |                   |                            |                 |             |                     |
| 96 | 2          | «And the Gym and Juice»                                 | Майкл Патрик Кинг | Лиз Астроф                 | 19 ноября 2015  | 3J5052      | 6,42                |
| В копилке: $264.00 |            |                                                         |                   |                            |                 |             |                     |
| 97 | 3          | «And the Maybe Baby»                                    | Джейсон Рейли     | Мишель Нэйдер              | 26 ноября 2015  | 3J5053      | 5,93                |
| В копилке: $215.00 |            |                                                         |                   |                            |                 |             |                     |
| 98 | 4          | «And the Inside Outside Situation»                      | Дэвид Трейнер     | Джастин Саэр               | 10 декабря 2015 | 3J5054      | 5,70                |
| У Макс и Кэролайн серьёзные проблемы в бизнесе из-за бойкота их кексового окна. В копилке: $110.00 |            |                                                         |                   |                            |                 |             |                     |
| 99 | 5          | «And the Escape Room»                                   | Дэвид Трейнер     | Патрик Валш                | 17 декабря 2015 | 3J5055      | 6,92                |
| В копилке: $174.35 |            |                                                         |                   |                            |                 |             |                     |
| 100 | 6          | «And the Not Regular Down There»                        | Кэти Гарретсон    | Рэйчел Свит                | 6 января 2016   | 3J5057      | 6,29                |
| В копилке: $140.00 |            |                                                         |                   |                            |                 |             |                     |
| 101 | 7          | «And the Coming Out Party»                              | Майкл Патрик Кинг | Лиз Фельдман               | 13 января 2016  | 3J5056      | 6,52                |
| В копилке: $140.00 |            |                                                         |                   |                            |                 |             |                     |
| 102 | 8          | «And the Basketball Jones»                              | Кэти Гарретсон    | Морган Мерфи               | 20 января 2016  | 3J5058      | 6,64                |
| В копилке: $280.00 |            |                                                         |                   |                            |                 |             |                     |
| 103 | 9          | «And the Sax Problem» «И саксофонные проблемы»          | Джон Ригги        | Чарльз Броттмиллер         | 27 января 2016  | 3J5059      | 6,63                |
| В копилке: $80.00 |            |                                                         |                   |                            |                 |             |                     |
| 104 | 10         | «And the No New Friends» «И ни одного нового друга»     | Энтони Рич        | Роб Шериден                | 3 февраля 2016  | 3J5060      | 6,34                |
| В копилке: $80.00 |            |                                                         |                   |                            |                 |             |                     |
| 105 | 11         | «And the Booth Babes»                                   | Джоэл Мюррэй      | Рэйчел Свит                | 10 февраля 2016 | 3J5061      | 6,36                |
| В копилке: $380.00 |            |                                                         |                   |                            |                 |             |                     |
| 106 | 12         | «And the Story Telling Show» «И шоу рассказчиков»       | Том Стерн         | Морган Мерфи               | 18 февраля 2016 | 3J5062      | 6,40                |
| В копилке: $390.00 |            |                                                         |                   |                            |                 |             |                     |
| 107 | 13         | «And the Lost Baggage» «И потерянный багаж»             | Джеймс Берроуз    | Майкл Патрик Кинг          | 25 февраля 2016 | 3J5063      | 6,56                |
| В копилке: $ 390.00 |            |                                                         |                   |                            |                 |             |                     |
| 108 | 14         | «And You Bet Your Ass»                                  | Джеймс Берроуз    | Лиз Астроф и Мишель Нэйдер | 3 марта 2016    | 3J5064      | 6,74                |
| В копилке: $ 390.00 |            |                                                         |                   |                            |                 |             |                     |
| 109 | 15         | «And the Great Escape» «И большой побег»                | Джон Ригги        | Лиз Фельдман               | 10 марта 2016   | 3J5065      | 6,54                |
| В копилке: $ 390.00 |            |                                                         |                   |                            |                 |             |                     |
| 110 | 16         | «And the Pity Party Bus» «И жалкий праздничный автобус» | Дон Скардино      | Рэйчел Свит                | 31 марта 2016   | 3J5066      | 5,69                |
| Девушки договариваются о выступлении Эрла с его бывшей... В результате смущенный Эрл, не выступавший почти 30 лет, не решается выйти на сцену, для разогрева петь идёт Кэролайн. Софи начинает приём гормонов. В копилке: $ 90.00 |            |                                                         |                   |                            |                 |             |                     |
| 111 | 17         | «And the Show and Don't Tell» «И шоу, и заткнись»       | Дон Скардино      | Патрик Уолш                | 7 апреля 2016   | 3J5067      | 5,87                |
| Кэролайн идёт на выступление отца в тюрьме. Узнав о фильме дочери и перспективах открытия десертного бара, он просит Макс отговорить Кэролайн от идеи кафе в Уильямсбурге и вернуть её на Манхэттен. Кэролайн приходится разбираться разом и с подругой, и с отцом, и с тортом для Софи и Олега, который укажет на пол их будущего ребёнка. В копилке: $ 72.00 |            |                                                         |                   |                            |                 |             |                     |
| 112 | 18         | «And the Loolhole»                                      | Дон Скардино      | Джастин Саэр               | 14 апреля 2016  | 3J5068      | 6,25                |
| В копилке: $250,072.00 |            |                                                         |                   |                            |                 |             |                     |
| 113 | 19         | «And the Attack of the Killer Apartment»                | Кэтлин Маршалл    | Чарльз Броттмиллер         | 21 апреля 2016  | 3J5069      | 6,93                |
| В копилке: $250,072.00 |            |                                                         |                   |                            |                 |             |                     |
| 114 | 20         | «And the Partnership Hits the Fan»                      | Кэти Гарретсон    | Роб Шериден                | 28 апреля 2016  | 3J5070      | 6,61                |
| В копилке: $250,072.00 |            |                                                         |                   |                            |                 |             |                     |
| 115 | 21         | «And the Ten Inches» «И 10 дюймов»                      | Кэти Гарретсон    | Лиз Фельдман               | 5 мая 2016      | 3J5071      | 6,67                |
| Увидев план десертного бара подружек, Рэнди обращает внимание, что расстояние указано не в метрах, а дюймах. Кэролайн в ужасе от столь малого пространства для столиков. В это же время к кексовому окну приходит со скандалом хозяйка из соседней пиццерии Энжела и требует прекратить ремонт. В копилке: $ 31,000                                            |            |                                                         |                   |                            |                 |             |                     |
| 116 | 22         | «And the Big Gamble»                                    | Майкл Патрик Кинг | Мишель Нэйдер и Лиз Астроф | 12 мая 2016     | 3J5072      | 6,99                |
| Девушки помогают Хань Ли выпутаться из долгов, отдав ему почти всю свою заначку в обмен на долю в закусочной. Узнав об этом, Рэнди собирает вещи и оставляет Макс электронный билет на самолет в Лос-Анджелес. Макс понимает, что это прощание... В копилке: $ 1,000                                                                                           |            |                                                         |                   |                            |                 |             |                     |

### Сезон 6 (2016—2017)
| № общий                                                                             | № в сезоне | Название                                                     | Режиссёр       | Автор сценария                                                                | Дата премьеры   | Зрители в США (млн) |
| ----------------------------------------------------------------------------------- | ---------- | ------------------------------------------------------------ | -------------- | ----------------------------------------------------------------------------- | --------------- | ------------------- |
| 117118                                                                              | 12         | «And the Two Openings» «И второе открытие»                   | Фред Сэвидж    | Мишель Нэйдер Лиз Астроф                                                      | 10 октября 2016 | 6,36                |
| В копилке: $ 535                                                                    |            |                                                              |                |                                                                               |                 |                     |
| 119                                                                                 | 3          | «And the 80's Movie» «И кино 80-х»                           | Фред Сэвидж    | Патрик Уолш                                                                   | 17 октября 2016 | 5,66                |
| В копилке: $ 1,050                                                                  |            |                                                              |                |                                                                               |                 |                     |
| 120                                                                                 | 4          | «And the Godmama Drama»                                      | Кэтлин Маршалл | Майкл Лисб и Нейт Ригер                                                       | 24 октября 2016 | 5,60                |
| На крестины Барбры приезжает мать Олега Ольга (Мерседес Рул). В копилке: $ 1,845.25 |            |                                                              |                |                                                                               |                 |                     |
| 121                                                                                 | 5          | «And the College Experience»                                 | Кэтлин Маршалл | Брайан Рубенстин                                                              | 31 октября 2016 | 4,99                |
| В копилке: $ 2,710.15                                                               |            |                                                              |                |                                                                               |                 |                     |
| 122                                                                                 | 6          | «And the Rom-Commie»                                         | Лонни Прайс    | Джастин Саэр                                                                  | 7 ноября 2016   | 5,42                |
| В копилке: $ 3,710.65                                                               |            |                                                              |                |                                                                               |                 |                     |
| 123                                                                                 | 7          | «And the Sophie Doll»                                        | Дон Скардино   | Майкл Глуберман                                                               | 14 ноября 2016  | 5,18                |
| В копилке: $ 3,340.35                                                               |            |                                                              |                |                                                                               |                 |                     |
| 124                                                                                 | 8          | «And the Duck Stamp»                                         | Дон Скардино   | Чарльз Бротмиллер                                                             | 21 ноября 2016  | 5,37                |
| В копилке: $ 5,821.62                                                               |            |                                                              |                |                                                                               |                 |                     |
| 125                                                                                 | 9          | «And the About FaceTime»                                     | Стив Закерман  | Рейчел Палмер и Дэвид Шектэр                                                  | 5 декабря 2016  | 5,68                |
| В копилке: $ 5,821.62                                                               |            |                                                              |                |                                                                               |                 |                     |
| 126                                                                                 | 10         | «And the Himmicane»                                          | Стив Закерман  | Брайан Рубенстин                                                              | 12 декабря 2016 | 5,81                |
| В копилке: $ 5,521.62                                                               |            |                                                              |                |                                                                               |                 |                     |
| 127                                                                                 | 11         | «And the Planes, Fingers and Automobiles»                    | Энтони Рич     | Патрик Уолш                                                                   | 19 декабря 2016 | 5,02                |
| В копилке: $ 3,521.62                                                               |            |                                                              |                |                                                                               |                 |                     |
| 128                                                                                 | 12         | «And the Riverboat Runs Through It»                          | Джейсон Энслер | Мишель Нэйдер                                                                 | 2 января 2017   | 5,88                |
| В копилке: $ 500                                                                    |            |                                                              |                |                                                                               |                 |                     |
| 129                                                                                 | 13         | «And the Stalking Dead»                                      | Джон Ригги     | Майкл Лисб и Нейт Ригер                                                       | 16 января 2017  | 6,40                |
| В копилке: $ 484                                                                    |            |                                                              |                |                                                                               |                 |                     |
| 130                                                                                 | 14         | «And the Emergency Contractor»                               | Джон Ригги     | Лиз Астроф                                                                    | 23 января 2017  | 7,06                |
| В копилке: $ 2,372                                                                  |            |                                                              |                |                                                                               |                 |                     |
| 131                                                                                 | 15         | «And the Turtle Sense»                                       | Дон Скардино   | Майкл Глуберман                                                               | 6 февраля 2017  | 5,98                |
| В копилке: $ 3,145                                                                  |            |                                                              |                |                                                                               |                 |                     |
| 132                                                                                 | 16         | «And the Tease Time» «И время подколок»                      | Дон Скардино   | Джастин Саэр                                                                  | 13 февраля 2017 | 6,00                |
| В копилке: $ 4,895                                                                  |            |                                                              |                |                                                                               |                 |                     |
| 133                                                                                 | 17         | «And the Jessica Shmessica» «И Джессика Шмессика»            | Дон Скардино   | Чарльз Бротмиллер                                                             | 20 января 2017  | 5,81                |
| В копилке: $ 5,672.72                                                               |            |                                                              |                |                                                                               |                 |                     |
| 134                                                                                 | 18         | «And the Dad Day Afternoon» «И день папочки»                 | Джон Ригги     | Джули Мандел-Фолли                                                            | 27 февраля 2017 | 5,74                |
| В копилке: $ 6,475.54                                                               |            |                                                              |                |                                                                               |                 |                     |
| 135                                                                                 | 19         | «And the Baby and Other Things» «И ребёнок, и остальное»     | Крис Поулос    | История: Майкл Лисб, Нейт Ригер и Джастин Саэр Телесценарий: Брайан Рубенстин | 13 марта 2017   | 5,45                |
| В копилке: $ 6,922.14                                                               |            |                                                              |                |                                                                               |                 |                     |
| 136                                                                                 | 20         | «And the Alley-Oops»                                         | Джуд Венг      | История: Чарльз Бротмиллер Телесценарий: Патрик Уолш и Майкл Глуберман        | 20 марта 2017   | 4,66                |
| В копилке: $ 7,836.72                                                               |            |                                                              |                |                                                                               |                 |                     |
| 137                                                                                 | 21         | «And the Rock Me on the Dais»                                | Мишель Нэйдер  | Лиз Астроф                                                                    | 10 апреля 2017  | 4,64                |
| В копилке: $ 9,999.12                                                               |            |                                                              |                |                                                                               |                 |                     |
| 138                                                                                 | 22         | «And 2 Broke Girls: The Movie» «И две девицы на мели: Фильм» | Кэтлин Маршалл | Мишель Нэйдер                                                                 | 17 апреля 2017  | 4,57                |
| В копилке: $ 0.00                                                                   |            |                                                              |                |                                                                               |                 |                     |